# USA:s folkräkning 1920
USA:s folkräkning 1920 (engelska: 1920 United States census) var den fjortonde folkräkningen i USA:s historia. Folkräkningen registrerade 106 021 537 invånare.